# Kelaat-M'Gouna
Kelaat-M'Gouna, Kalaat M'Gouna ou El-Kelaa-des-Mgouna (em árabe: قلعة امگونة; romaniz.: Qalʿat Imgūna; em berbere: ⵜⵉⵖⵔⵎⵜ ⵏ ⵉⵎⴳⵓⵏⵏ; Tighremt N'Imgounen) é uma cidade do centro-sul de Marrocos, que faz parte da província de Tinghir e da região de Souss-Massa-Drâa. Em 2004 tinha 14 190 habitantes e estimava-se que em 2012 tivesse 16 742 habitantes.
El Kelaâ significa "a fortaleza" em árabe e M'Goun refere-se a ao assif (ribeiro) à beira do qual se situa a cidade, a uma tribo berbere e à montanha do Alto Atlas com o mesmo nome, uma das mais altas (4 071 m) do Norte de àfrica, cujo pico se situa a noroeste da cidade, a cerca de 40 km em linha reta. A maior parte dos habitantes da zona são berberes.
É um cidade muito animada, que desde há muito é um centro económicos, comercial e social da região circundante. É especialmente conhecida pelo "festival das rosas", que tem lugar todos os anos em maio e pelo chamado "vale das rosas" (na realidade são vários vales próximos uns dos outros) onde se cultivam essas flores. As rosas são usadas no fabrico de óleo de rosas e água de rosas, produzida em duas destilarias da cidade que também produzem outros produtos cosméticos. O óleo de rosas é usado para cozinhar, enquanto que a água é usado em perfumaria. As rosas são a principal atividade da região, que produz cerca de 3 000 toneladas de pétalas anualmente. Estima-se que o comprimento total dos canteiros de rosas da região perfaz 4 200 km. Outras atividades importantes são o comércio, pecuária e turismo.
Há dois mercados semanais em  Kelaat-M'Gouna, um especializado no comércio de gado, à terça-feira, e outro à para todo o tipo de mercadorias e alimentação.
Além da cidade, onde os bairros são mais conhecidos são Ait Baâmrane , Hay Annahda e Taltnamarte, o município integra numerosas aldeias à volta, como Ait Sidi Boubker, Ifri, Zaouit Elbir , Amdnagh , Sarghin, Mirna, Timskelt, Ait Boukidour e Tasswit. A cidade tem duas escolas secundárias (liceus), o Lycée al Wouroude (Liceu das Rosas), e o Lycée My Baamrane.

## Festa das rosas

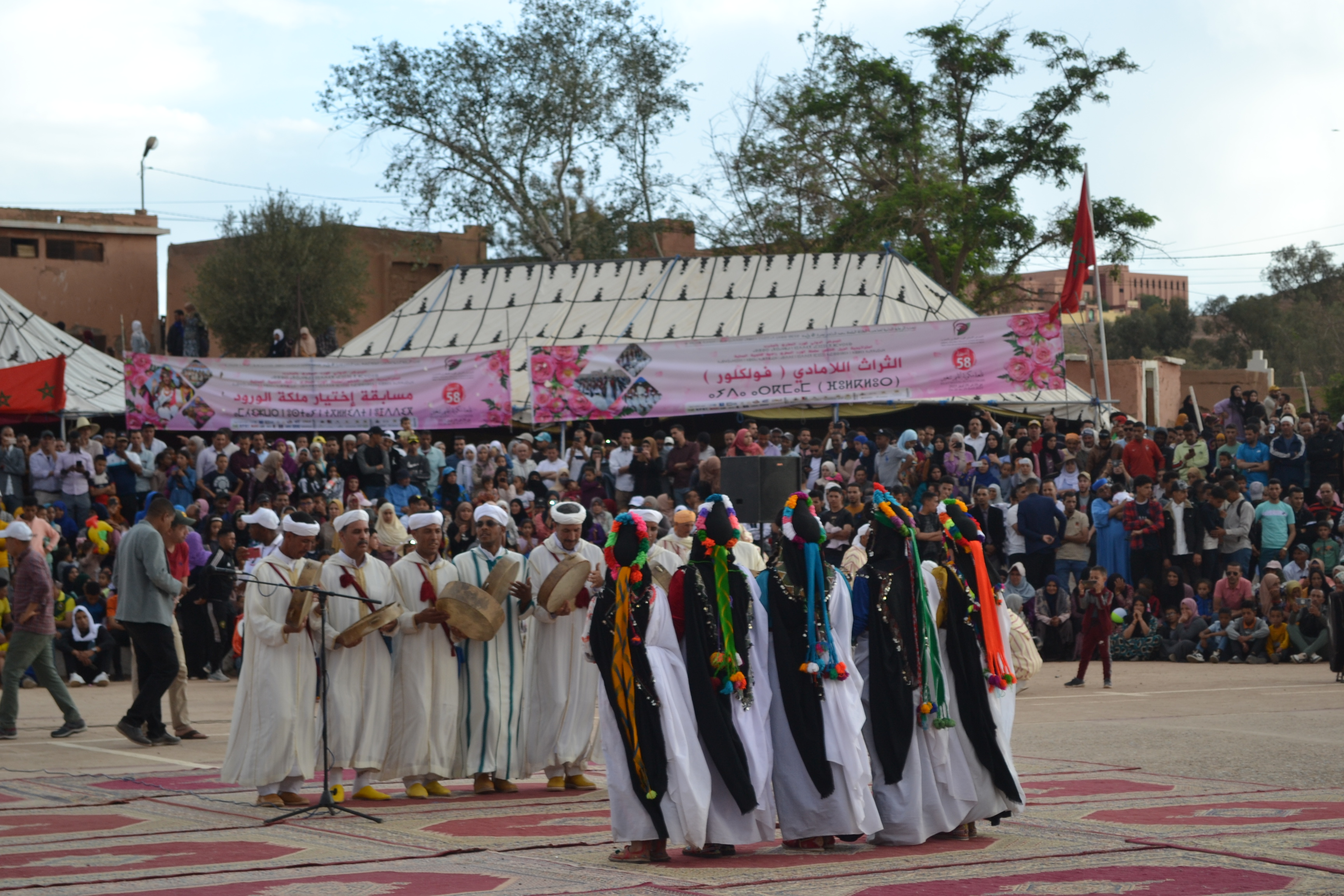
Festa das rosas Kelaat Mgouna

A festa das rosas (em árabe: Mawssim al Wurud; em berbere: lfichta n lord) é organizada todos os anos no mês de maio. Dura dois dias e festeja a chegada das rosas aos vales do Dadès e do M'Goun. Durante o moussem (festival tradicional marroquino), a cidade duplica de população, sendo invadida por marroquinos de outras partes do país e estrangeiros à descoberta de uma região célebre pelos seus perfumes e produtos cosméticos à base de água de rosas e pela simpatia dos locais para com os visitantes.
O ponto alto da festa é a escolha da Miss Rosa. Durante os dois dias decorre uma uma feira onde, além dos produtos derivados das rosas, são vendidos produtos agrícolas e artesanato da região. Também há animação com música, dança e uma grande parada.